# Svante Fischer
Svante Fischer, född 1 maj 1971 i Stockholm, är en svensk arkeolog och runolog. 
Fischer är docent i arkeologi och runolog vid Uppsala universitet och Musée d’Archéologie nationale i Saint-Germain-en-Laye. Efter ha disputerat 2006 leder han projektet IRF – Inscriptions runiques de France på Institut Runologique de France, motsvarigheten till det svenska Runverket vid Riksantikvarieämbetet.
Han är gift med Sofia Nordin Fischer.